# GEFA Bank

Logo der Societe Generale Equipment Finance

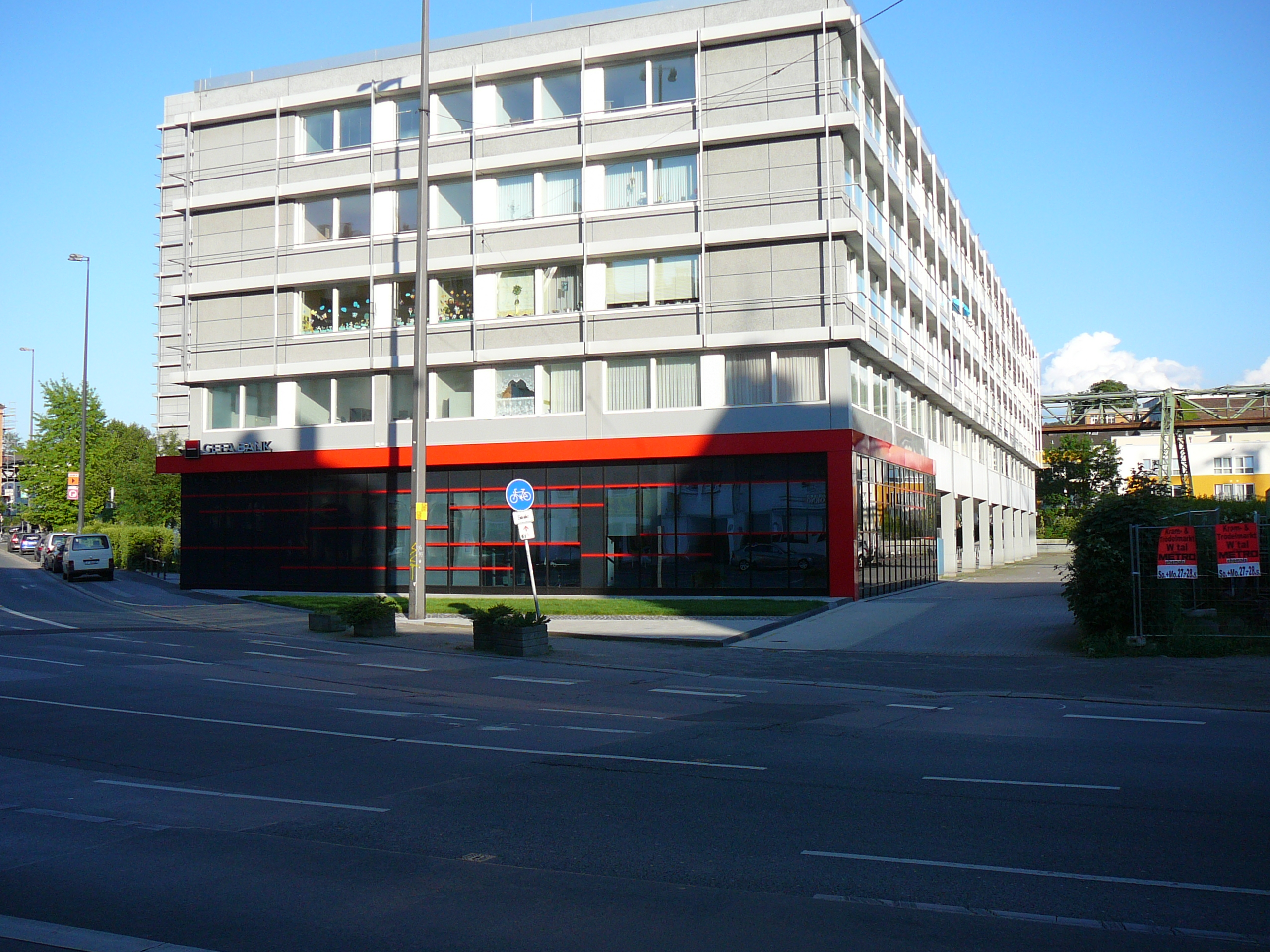
Die ehemalige Hauptfiliale der GEFA Bank

Die GEFA Bank GmbH (Eigenschreibweise GEFA BANK GmbH) ist ein Unternehmen in der herstellerunabhängigen Absatz- und Investitionsfinanzierung für mobile Wirtschaftsgüter. Das 1949 als Tochter der Deutschen Bank gegründete Unternehmen hat seine Wuppertaler Zentrale am Robert-Daum-Platz. 
Am 23. Mai 2016 fusionierten die GEFA Gesellschaft für Absatzfinanzierung mbH und die GEFA-Leasing GmbH zur GEFA Bank GmbH. Ende 2019 wurden alle Niederlassungen und der im Handelsregister als Zweigniederlassung eingetragene Standort Berlin geschlossen.
Die GEFA gehörte von 2001 bis 2025 zur Großbank Société Générale und war in diesem Rahmen Teil von Societe Generale Equipment Finance, dem globalen Geschäftsbereich für Objektfinanzierungen. Seit März 2025 ist die GEFA Teil der Groupe BPCE und vertreibt ihre Produkte unter der Dachmarke BPCE Equipment Solutions. BPCE Equipment Solutions ist in 24 Ländern Europas sowie in Brasilien, China und den USA im Markt vertreten.

## Produkte und Dienstleistungen
Rund um die Investitionsfinanzierung bietet die GEFA ihrer überwiegend mittelständischen Klientel folgende Produkte an:
- Investitionskredite
- Finance-Leasing
- Operate-Leasing
- Mietkauf
- Truck-Trailer-Miete
- Mehrwertsteuerfinanzierung
- Full-Service-Fahrzeugleasing
- Versicherungen
- Kundenkarte

Darüber hinaus unterstützt die GEFA Hersteller und Händler mit folgenden Finanzierungslösungen, die über das SG-Equipment-Finance-Netzwerk auch international begleitet werden:
- Absatzkredite
- Vertriebsleasing
- Einkaufsfinanzierung
- Mietparkfinanzierung
- Miete
- Refinanzierung
- Versicherungen

2012 hat die GEFA das Einlagengeschäft mit Privatkunden und 2014 mit gewerblichen Kunden aufgenommen.

## Finanzierte Objekte
Die GEFA finanziert insbesondere Objekte aus den Bereichen Transport (z. B. LKW, Omnibusse, Geschäftsreiseflugzeuge, Binnenschiffe, landwirtschaftliche Maschinen), Industriegüter (z. B. Baumaschinen, Druckmaschinen, Werkzeugmaschinen) und High-Tech (z. B. Hard- und Software, Office Equipment, Medizintechnik). Im Jahr 2015 hat die GEFA ein Neugeschäftsvolumen von 1.899 Mio. Euro erzielt. Dabei entfielen 1.203 Mio. Euro auf das Segment Transport, 435 Mio. Euro auf das Segment Industriegüter und 261 Mio. Euro auf das Segment High-Tech.

## Einlagensicherung
Die GEFA unterliegt der gesetzlichen Einlagensicherung und ist Mitglied im Einlagensicherungsfonds des Bundesverbandes deutscher Banken e.V.

## Technik
Die Marke GEFA Bank ist dem genossenschaftlichen Rechenzentrum der Atruvia AG in Karlsruhe angeschlossen und nutzt für ihre IT deren Bankensoftware agree21. Zudem besteht eine langjährige und weitreichende Partnerschaft mit dem Paderborner Unternehmen S&N.